# Pompeion
Het Pompeion (Oudgrieks Πομπεῖον) was een gebouw in het oude Athene dat aan de westkant tegen de stadsmuur lag, ingeklemd tussen de Dipylonpoort en de Heilige poort. 
Vanuit het Pompeion vertrokken ieder jaar de processie (Oudgrieks: pompè/ πομπή = processie) van de Panathenaeën naar de Akropolis en de processie naar Eleusis. Ook werden de voertuigen en andere hulpmiddelen voor de processies hier gestald. Daarnaast was het gebouw in gebruik als gymnasion.
Het gebouw stamde oorspronkelijk uit de 4e eeuw v.Chr. Het had een monumentale ingang (een propylon) met Ionische zuilen en bestond uit een rechthoekige hof met een colonnade van 6 x 13 zuilen en verscheidene vertrekken. Het was versierd met geschilderde portretten van komediedichters en een bronzen standbeeld van Socrates van de hand van Lysippus. In 86 v.Chr. werd het verwoest door Sulla. Na een lange periode van verwaarlozing werd het herbouwd in de tweede eeuw n.Chr., mogelijk onder keizer Hadrianus. Het gebouw kreeg nu de vorm van een basilica met twee rijen van elf zuilen. In 267 werd het gebouw opnieuw verwoest door de Herulen, maar het werd in de 4e eeuw nogmaals herbouwd.
Tegenwoordig zijn in de archeologische zone van de Kerameikos nog resten van het gebouw te zien. Het fundament van het propylon is vrijwel volledig bewaard en het onderstuk van een aantal zuilen van het oorspronkelijke gebouw. De overige resten behoren voornamelijk tot de tweede-eeuwse basilica. 